# Tysmenytsia
Tysmenytsia (tiếng Ukraina: Тисмениця) là một thành phố của Ukraina. Thành phố này thuộc tỉnh Ivano-Frankivsk. Thành phố này có diện tích ? km², dân số theo điều tra dân số năm 2001 là 9.790 người.